# Blue Mountain (kawa)

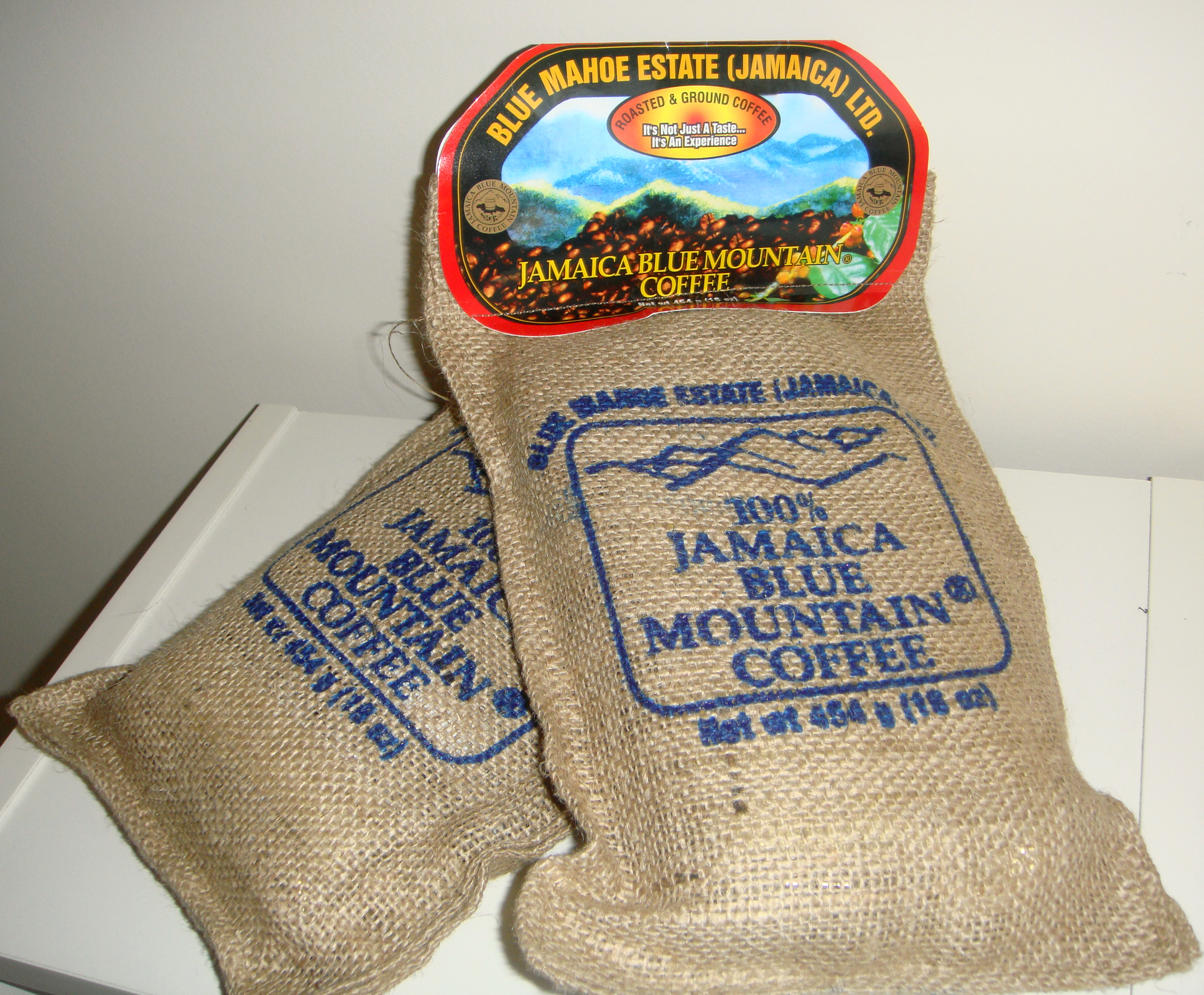
Blue Mountain pakowana do sprzedaży detalicznej

Blue Mountain – ekskluzywna odmiana kawy Arabica uprawianej w Górach Błękitnych na Jamajce. Jest ceniona za łagodny smak i brak goryczy. Jest słodka, posiada mocny aromat kwiatowy, a także zawiera dodatki orzechów, kakao i przypraw.
Kawa została wprowadzona na Jamajce w 1728 roku. Blue Mountain uprawiana jest na wysokości od 900 do 1700 m n.p.m. Wilgotny klimat na Jamajce jest chłodny i z dużą ilością opadów. Wraz z żyzną, dobrze przepuszczalną glebą zapewnia idealne warunki do uprawy nasion kawy Arabica.
Blue Mountain oprócz tego, że jest wysokiej jakości, produkowana jest w niedużych ilościach, co wpływa na jej bardzo wysoką cenę. Kraj jest w stanie uzyskać jedynie ok. 4–5 milionów funtów tej kawy rocznie. Ponad 80% nasion jest eksportowanych do Japonii. 
Na rynku funkcjonują podróbki tej kawy, z tego powodu Jamajska Rada Przemysłu Kawowego wprowadziła znak certyfikacyjny potwierdzający, że produkt jest oryginalny. 